# ニザーマーバード

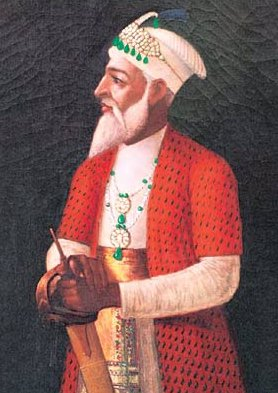
カマルッディーン・ハーン

ニザーマーバード（英語：Nizāmābād, テルグ語：నిజామాబాదు）は、南インドのテランガーナ州、ニザーマーバード県の都市。インドラプリー（Indhrapuri）とも呼ばれる。

## 歴史
ニザーマーバードの名の由来は、1724年にムガル帝国から独立し、ニザーム王国をデカンに建設したニザームであるカマルッディーン・ハーンの名にちなむ。
1905年にシカンダラーバードとマンマードとの間に路線が建設され、それはやがてハイダラーバードとムンバイを結んだ。